# Éva Risztov
Éva Risztov (* 30. August 1985 in Hódmezővásárhely) ist eine ehemalige ungarische Schwimmerin. Sie ist die Olympiasiegerin im Freiwasserschwimmen über 10 km bei den Olympischen Sommerspielen 2012 in London. Sie nahm ebenfalls an den Olympischen Sommerspielen 2000, 2004 und 2016 teil.

## Karriere
Bei ihren ersten Olympischen Sommerspielen, 2000 in Sydney, belegte Risztov den 14. Platz über 800 m Freistil, den 16. Platz über 200 m Schmetterling und den 29. Platz über 400 m Freistil. Bei den Schwimmweltmeisterschaften 2001 nahm sie am Finale über 200 m Schmetterling teil und erreichte den 6. Platz.
Ihre ersten Medaillen bei den Schwimmweltmeisterschaften gewann Risztov 2003 mit Silber über 400 m Freistil, Silber über 200 m Schmetterling und Silber über 400 m Lagen. Bei den Olympischen Sommerspielen in Athen im folgenden Jahr belegte Risztov den vierten Platz über 400 m Lagen, den 8. Platz über 200 m Schmetterling und den 15. Platz über 400 m Freistil. Von 2005 bis 2009 pausierte Risztov ihre Karriere als Schwimmerin.
Bei ihren dritten Olympischen Sommerspielen 2012 in London wurde Risztov Olympiasiegerin im Freiwasserschwimmen über 10 km. Sie hatte dabei 0,4 s Vorsprung vor der Gewinnerin der Silbermedaille Haley Anderson. Risztov belegte darüber hinaus den 13. Platz über 800 m Freistil und den 16. Platz über 400 m Freistil. Mit der 4 × 100-m-Freistilstaffel schwamm sie in den Vorläufen auf den 15. Platz.
Im Jahr 2016 nahm Risztov in Rio de Janeiro an ihren vierten Olympischen Spielen teil. Sie belegte den 13. Platz über 10 km Freiwasser und den 14. Platz über 800 m Freistil. Im Februar 2017 gab Risztov das Ende ihrer professionellen Karriere als Schwimmerin bekannt.

## Auszeichnungen
- Silberne Verdienstmedaille der Republik Ungarn (2004)
- Offizierskreuz der Republik Ungarn (2012)
- Ungarische Sportlerin des Jahres (2012)
- Freiwasserschwimmer des Jahres (2012)